# Mauremys
Mauremys – rodzaj żółwi z rodziny batagurowatych (Geoemydidae).

## Zasięg występowania
Rodzaj obejmuje gatunki występujące w północnej Afryce (Libia, Tunezja, Algieria i Maroko), południowej Europie (Portugalia, Hiszpania, Francja, Chorwacja, Bośnia i Hercegowina, Czarnogóra, Albania, Grecja, Cypr, Macedonia Północna i Bułgaria) i Azji (Rosja, Gruzja, Armenia, Azerbejdżan, Turcja, Syria, Liban, Izrael, Jordania, Arabia Saudyjska, Bahrajn, Kuwejt, Irak, Iran, Turkmenistan, Chińska Republika Ludowa, Tajwan, Wietnam, Korea Północna, Korea Południowa i Japonia).

## Systematyka

### Etymologia
- Mauremys: łac. mauros „czarny, ciemny”[11]; εμυς emus, εμυδος emudos „żółw wodny”[12].
- Emmenia: etymologia niejasna, J.E. Gray nie wyjaśnił znaczenia nazwy rodzajowej[3]. Gatunek typowy: Emys grayi Günther, 1869 (= Testudo caspica Gmelin, 1774).
- Eryma: etymologia niejasna, J.E. Gray nie wyjaśnił znaczenia nazwy rodzajowej[3], być może od gr. ερυμα eruma „ochrona, zasłona”[13]. Gatunek typowy: Emys laticeps J.E. Gray, 1854 (= Emys leprosa Schweigger, 1812); młodszy homonim Eryma Meyer, 1840 (Crustacea).
- Ocadia: etymologia niejasna, J.E. Gray nie wyjaśnił znaczenia nazwy rodzajowej[4]. Gatunek typowy: Emys sinensis J.E. Gray, 1834.
- Cathaiemys: niem. Cathay (pol. Kataj), nazwa nadana przez Europejczyków Chinom w średniowieczu; εμυς emus, εμυδος emudos „żółw wodny”[5]. Gatunek typowy: Emys muticus Cantor, 1842.
- Pseudocadia: gr. ψευδος pseudos „fałszywy”; rodzaj Ocadia J.E. Gray, 1870[6]. Gatunek typowy: Testudo anyangensis Ping, 1930 (= Emys sinensis J.E. Gray, 1834).
- Chinemys: ang. China „Chiny”; εμυς emus, εμυδος emudos „żółw wodny”[7]. Gatunek typowy: Emys reevesii (J.E. Gray, 1831).
- Annamemys: Annam, Indochiny Francuskie (obecnie środkowy Wietnam); εμυς emus, εμυδος emudos „żółw wodny”[8]. Gatunek typowy: Annamemys merkleni Bourret, 1939 (= Cyclemys annamensis Siebenrock, 1903).

### Podział systematyczny
Dwa niedawno opisane gatunki z rodzaju Mauremys okazały się hybrydami: Mauremys iversoni z Fujian w Chińskiej Republice Ludowej opisany przez Pritcharda i McCorda w 1991 okazał się hybrydą pomiędzy Mauremys mutica i Cuora trifasciata natomiast Mauremys pritchardi opisany przez McCorda w 1997 roku okazał się hybrydą pomiędzy Mauremys mutica i Mauremys reevesii. Do rodzaju należą następujące gatunki: 
- Mauremys annamensis (Siebenrock, 1903) – żółw annamski[15]
- Mauremys caspica (Gmelin, 1774) – żółw kaspijski[15]
- Mauremys japonica (Temminck & Schlegel, 1835)
- Mauremys leprosa (Schweigger, 1812) – żółw hiszpański[16]
- Mauremys mutica (Cantor, 1842)
- Mauremys nigricans (J.E. Gray, 1834)
- Mauremys reevesii (J.E. Gray, 1831) – żółw chiński[17]
- Mauremys rivulata (Valenciennes, 1833)
- Mauremys sinensis (J.E. Gray, 1834)